# Casa del Conde de Regla (Ciudad de México)
La casa del conde de Regla es un edificio ubicado en la calle República del Salvador 59 en el centro histórico de la Ciudad de México. Fue construido en 1768 para funcionar como residencia de Pedro Romero de Terreros, primer Conde de Regla y fue parcialmente demolido en 1928 para adaptarlo como vecindad, fue declarado monumento histórico,desde el 26 de septiembre de 2024 se encuentra formalmente dentro del patrimonio de la Universidad Autónoma de la Ciudad de México.

## Historia
En 1746 Pedro Romero de Terreros adquirió un terreno junto al oratorio de San Felipe Neri en la calle del mismo nombre para edificar su residencia en la Ciudad de México. Romero de Terreros fue uno de los hombres más poderosos y ricos de la segunda mitad del siglo XVIII y mandó construir en el terreno adquirido un magnífico palacio barroco, al estilo de las casas señoriales construidas por la nobleza de la época. A diferencia de la mayor parte de los palacios novohispanos, este palacio no contaba con accesorias abiertas a la calle, sino que las ventanas de la planta baja tenían la altura del portón principal.
El palacio destacaba por el especial interés que puso el conde en decorar cada uno de espacios y estancias con objetos de plata cincelada, lo que lo convirtió en uno de los palacios más suntuosos de la ciudad y le granjeó el sobrenombre de la "casa de la plata" con el que fue conocido popularmente.
En 1928 el edificio fue adaptado para funcionar como vecindad y comercios. La obra estuvo a cargo del Ingeniero Francisco Cortina García y consistió en conservar la primera crujía y agregarle un nivel, mientras el resto de la construcción fue demolida y en su lugar se construyó un edificio de tres niveles con una planta arquitectónica distinta. La nueva construcción utilizó materiales de baja calidad con muros de carga de tabique recocido y los entrepisos se construyeron utilizando metal desplegado y una capa de mortero y un entortado en la azotea. Las grandes ventanas de la planta baja fueron convertidas en puertas para locales comerciales.